# Церква Пресвятої Богородиці (Дарашамб)
Церква Пресвятої Богородиці або Церква Пресвятої Матері Божої (вірм. Սուրբ Ասսուածածին Եկեղեցի, перс. کلیسای مریم‌مقدس دره‌شام) — вірменська церква XVII століття, яка знаходиться у долині річки Аракс, 25 км на північний захід від міста Джульфа, у Східному Азербайджані, в Ірані, недалеко від Дарашамба та на кордоні із Нахічеванською Автономною Республікою. Церква належить до Вірменської діоцезії Атропате́на Кілікийського католикосата Вірменської апостольської церкви.

## Історія
Церква Пресвятої Богородиці була побудована у селі Неркін Дарашамб на перетині річок Тґмут і Аракс в 1767 році за часів правління Симеона Єреванці — католикоса усіх вірмен. Нова церква була побудована після періоду депортації, коли Шах Аббас I Великий вигнав жителів регіону в 1604 році. Поряд з церквою лежать надгробки XV—XVII століть.
На початку XVIII століття регіон потрапив під розширення Російської імперії. Єреван був завойований росіянами в 1827 році, і відповідно до Туркманчайського мирного договору, кордон між Іраном і Росією згодом був встановлений уздовж ріки Аракс. Отже, частина населення була насильно переселена до Вірменії у складі Російської імперії.
10 липня 2008 року Церкву Пресвятої Богородиці було додано до списку Світової спадщини ЮНЕСКО, разом з двома іншими вірменськими пам'ятниками, розташованими в тій самій провінції: Монастирем святого Стефана і Монастирем святого Тадея. У списку Світової спадщини ЮНЕСКО Церква Пресвятої Богородиці належить до архітектурного ансамблю Монастиря святого Стефана. Згідно опису ЮНЕСКО, ці архітектурні споруди «засвідчують дуже важливий обмін між різними культурами, особливо, візантійською, православною і перською. Знаходячись на південно-східній окраїні ядра вірменської культури, монастирі були важливим центром розширення цієї культури. Вона є останніми залишками цієї культури у регіоні, які все ще збереглися у задовільному цілісному і автентичному стані. Крім того, будучи місцями паломництва, монастирські ансамблі є живими свідками розвитку вірменських релігійних традицій протягом століть».

## Архітектура
Церква збудовану в формі базиліки з трьома проходами і склепінням на даху, який обрамлений трьома парами пілястрів. Церква має форму випуклого прямокутника розміром 22,2х13,5 метрів. Чотирикутні кам'яні стовпи розташовані в центрі будівлі, на якій підноситься цегляний купол із дванадцятьма вікнами.